# Ortalis leucogastra
Chachalaca ventriblanca (Ortalis leucogastra) es una especie de ave de la familia Cracidae. 
Es nativo de Costa Rica, El Salvador, Guatemala, Honduras, México y Nicaragua.
Su hábitat natural consiste de bosque seco y húmedo subtropical o tropical, matorrales montanos subtropicales o tropicales, y bosque muy degradado.

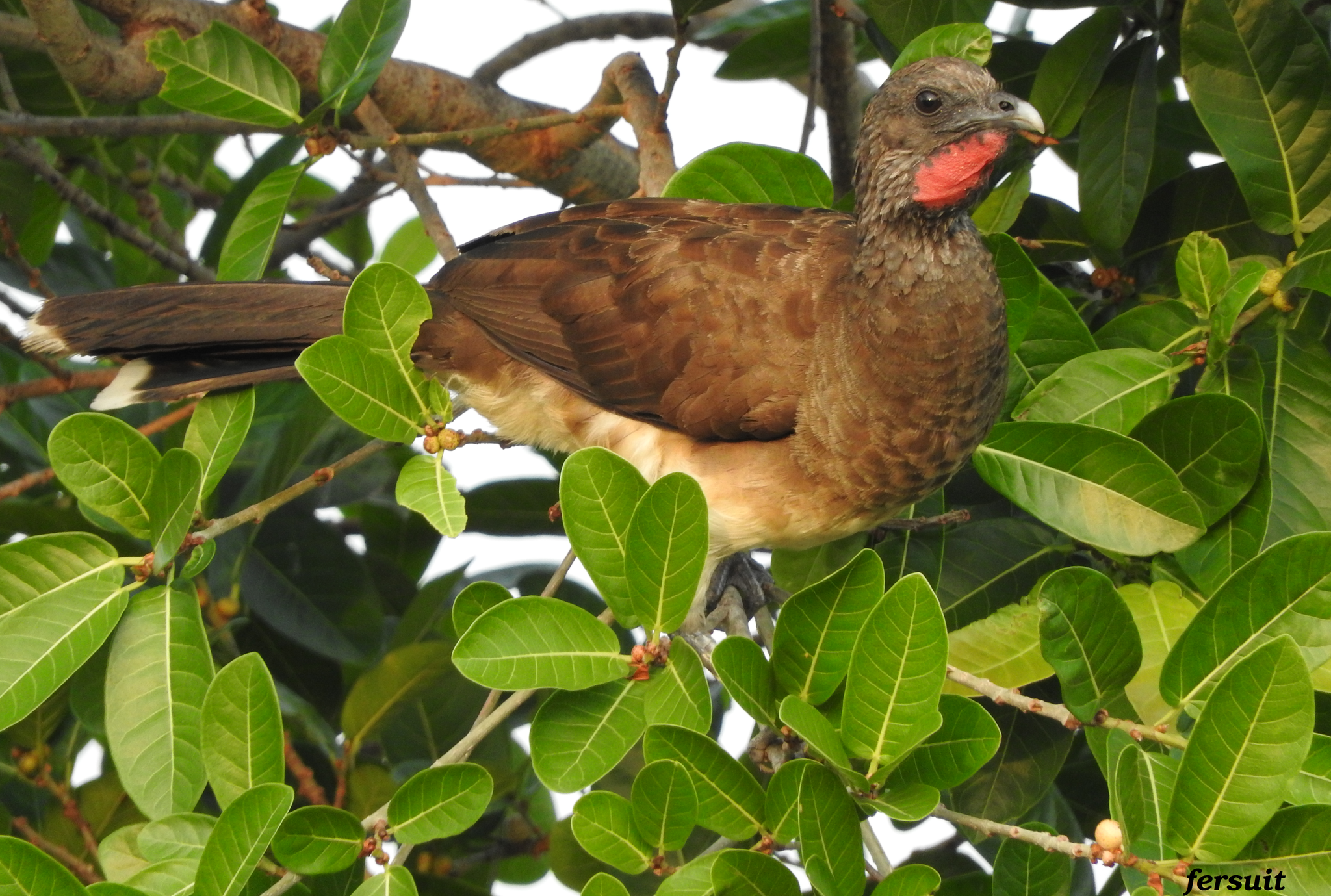
una chachalaca ventriblanca en un árbol.